# Altzitzschewig
Die Straße Altzitzschewig ist eine Innerortsstraße in der sächsischen Stadt Radebeul, zugleich stellt sie als Anger einen städtischen Platz dar. Sie ist mit ihrer Bebauung der eigentliche Siedlungskern des Rundlings Zitzschewig.

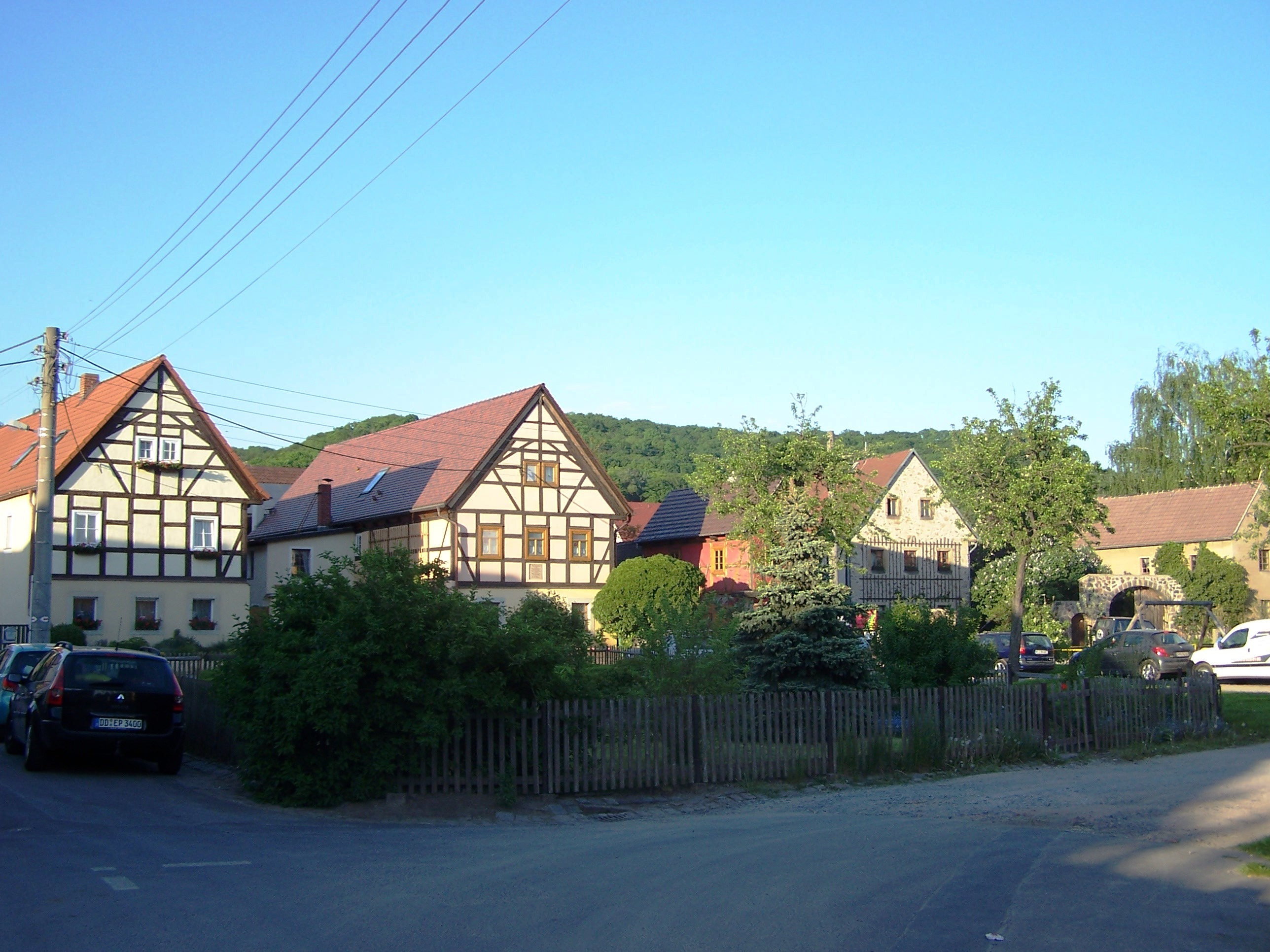
Anger Altzitzschewig mit Nrn. 7 und 8

Im weiteren Sinn bezeichnet Altzitzschewig daher auch den mittelalterlichen Ortskern der slawischen Gründung. Die Anlage des Angers bzw. der Straße geht wohl auf das 11. Jahrhundert zurück.

## Ortslage und Bebauung

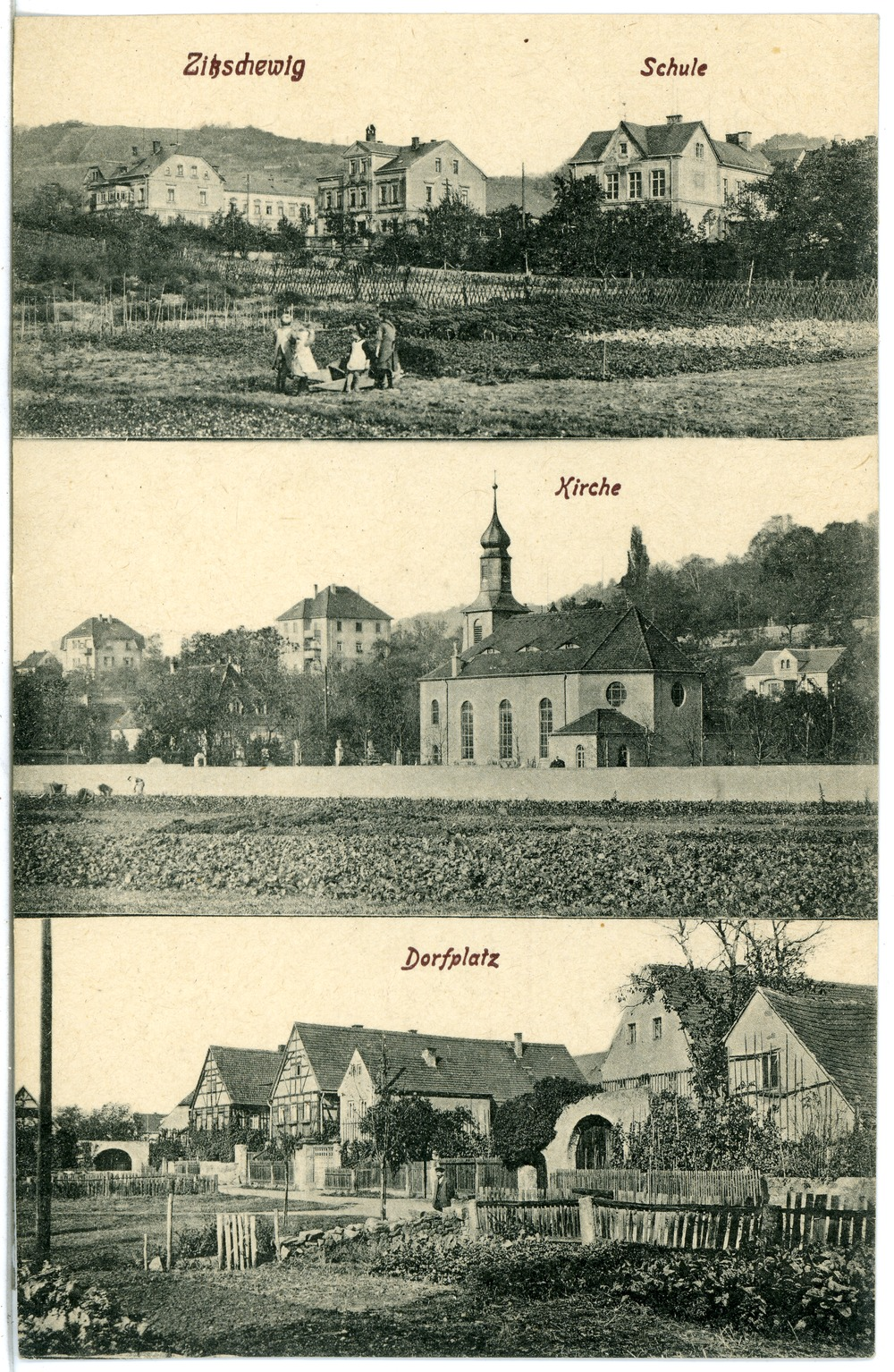
Schule, Kirche und Dorfplatz (Nr. 5–10) von Zitzschewig, 1917

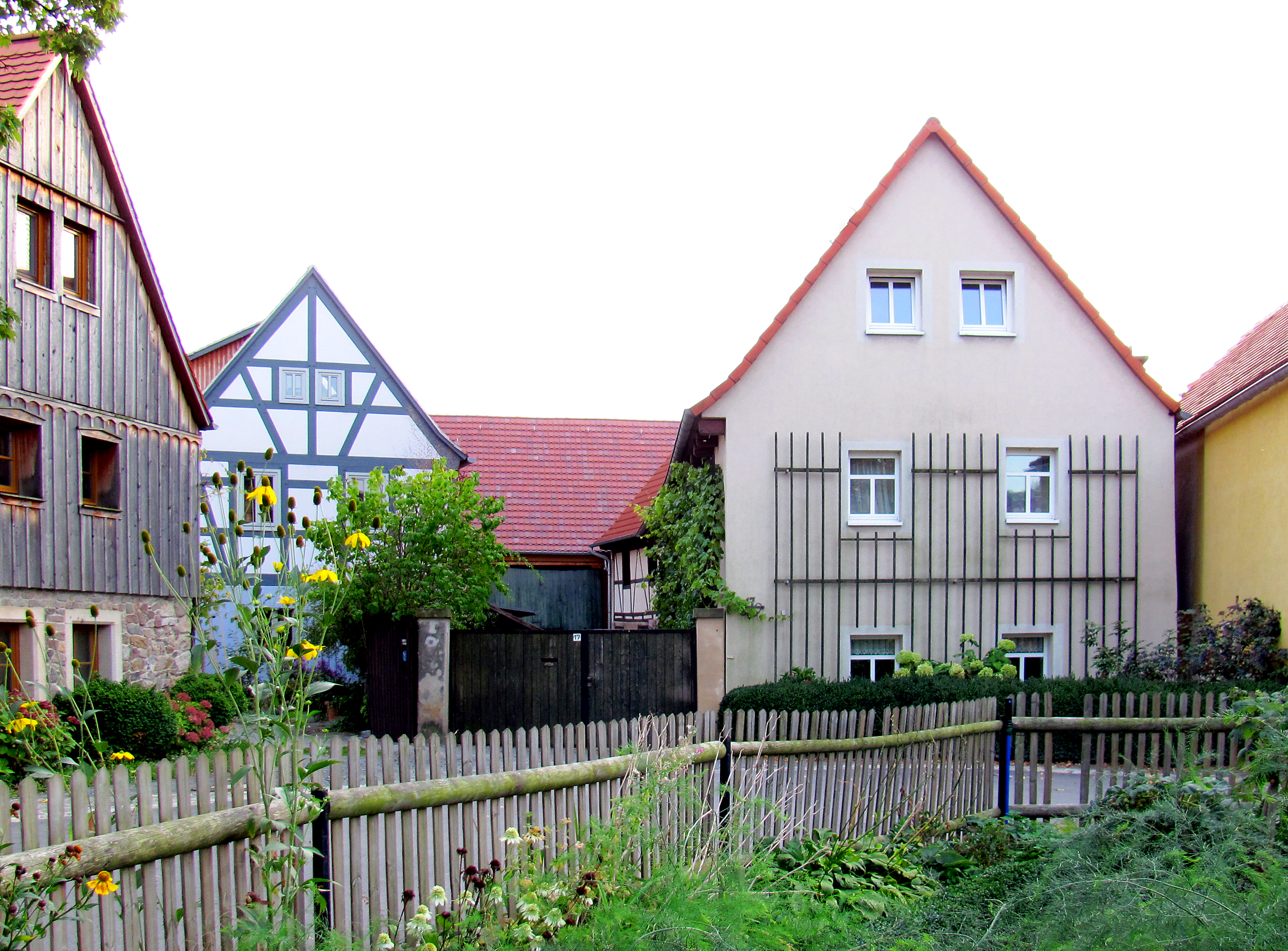
Altzitzschewig 17: Datierung der heutigen Gebäude auf 1767

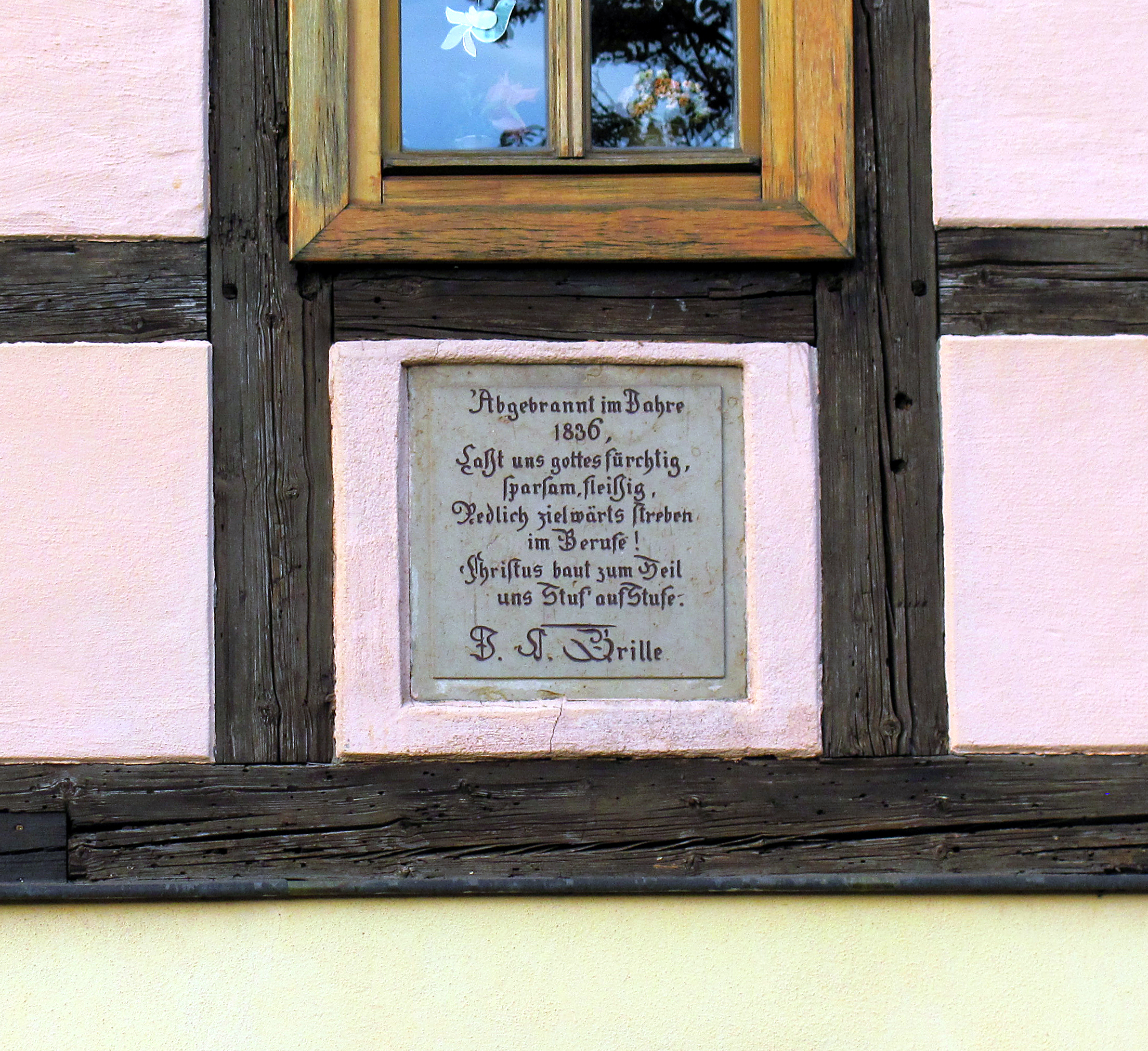
Altzitzschewig 8: Inschrifttafel von 1836

Zitzschewig stellt den westlichsten Stadtteil von Radebeul dar, es liegt an der Grenze zu Coswig. Die Meißner Straße durchquert Zitzschewig etwa in westnordwestlicher Richtung. Etwa auf halber Strecke durch den Ortsteil zweigt zwischen den Grundstücksnummern Meißner Straße 418 und 420 (dem abgebrochenen Gasthof Zitzschewig) nach Norden die Zuwegung zum Rundling ab. Nach kurzer Strecke weitet sich nach rechts (also Osten) der liegend-ovale Platz, der in der Mitte eine Grünfläche ausweist, die von der befestigten Fahrbahn der Straße umrundet wird. Nach außen hin stehen zahlreiche Zwei- und Dreiseithöfe, mit den Giebeln zum Platz orientiert.
In der Zuwegung liegen, nach dem jeweiligen Meißner-Straßen-Grundstück an der Ecke, auf der Westseite die Adressen Altzitzschewig 1 und 2, gegenüber die Nr. 20; die Hausnummerierung erfolgt nach Art der Hufeisennummerierung. Am Anger liegen auf der Westseite dann die Nrn. 3–5, im Norden Altzitzschewig 6–11, im Osten folgen die Grundstücke der Nrn. 12–16, im Süden Richtung Meißner Straße liegen Altzitzschewig 17 und 18. Bei allen Resthöfen liegen die Wohn(stall)häuser am Anger, dahinter liegen die Scheunen und weiter dahinter liegen die ehemaligen bäuerlichen Nutzflächen. Diese weisen Streifen- oder Keilform auf. Lediglich die Nrn. 11 und 12 liegen nicht direkt am Dorfplatz, sondern etwas zurückgesetzt am Ende einer sehr kurzen, nach Nordost weisenden Sackgasse.
Zu DDR-Zeiten stand der gesamte Rundling unter dem Namen Alt-Zitzschewig ab spätestens 1979 als Denkmal der Kulturgeschichte unter Denkmalschutz. Nach der Wende wurde der Ensembleschutz aufgegeben, jedoch stehen die meisten Anwesen dort als grundstücksgenaue Kulturdenkmale unter Denkmalschutz und sind daher in der Liste der Kulturdenkmale in Radebeul-Zitzschewig aufgeführt, teilweise mit mehreren Gebäuden: Es sind dies die Nrn. 2, 3, 4, 5, 7, 8, 10, 11, 15, 16, 17 und 18.

## Namensgebung
Der lange Zeit Dorfplatz genannte Anger wurde 1924 in Altzitzschewig umbenannt. In jenem Jahr wurde Kötzschenbroda, wohin Zitzschewig im Vorjahr 1923 eingemeindet worden war, zur Stadt erhoben.

## Auszeichnung
Die Nutzergemeinschaft aus Anliegern des Dorfangers erhielt im Jahr 2003 den Bauherrenpreis der Stadt Radebeul für den „gemeinsam neuangelegte[n], genutzte[n] und gestaltete[n] Bauerngarten im östlichen Angerbereich“.
Die Bauherrschaft von Altzitzschewig 7/8 bekam im Jahr 2001 beim Radebeuler Bauherrenpreis eine Anerkennung in der Kategorie Denkmalsanierung.